# Васильевка (Саракташский район)
Васи́льевка — село в Саракташском районе Оренбургской области. Административный центр Васильевского сельсовета.

## География

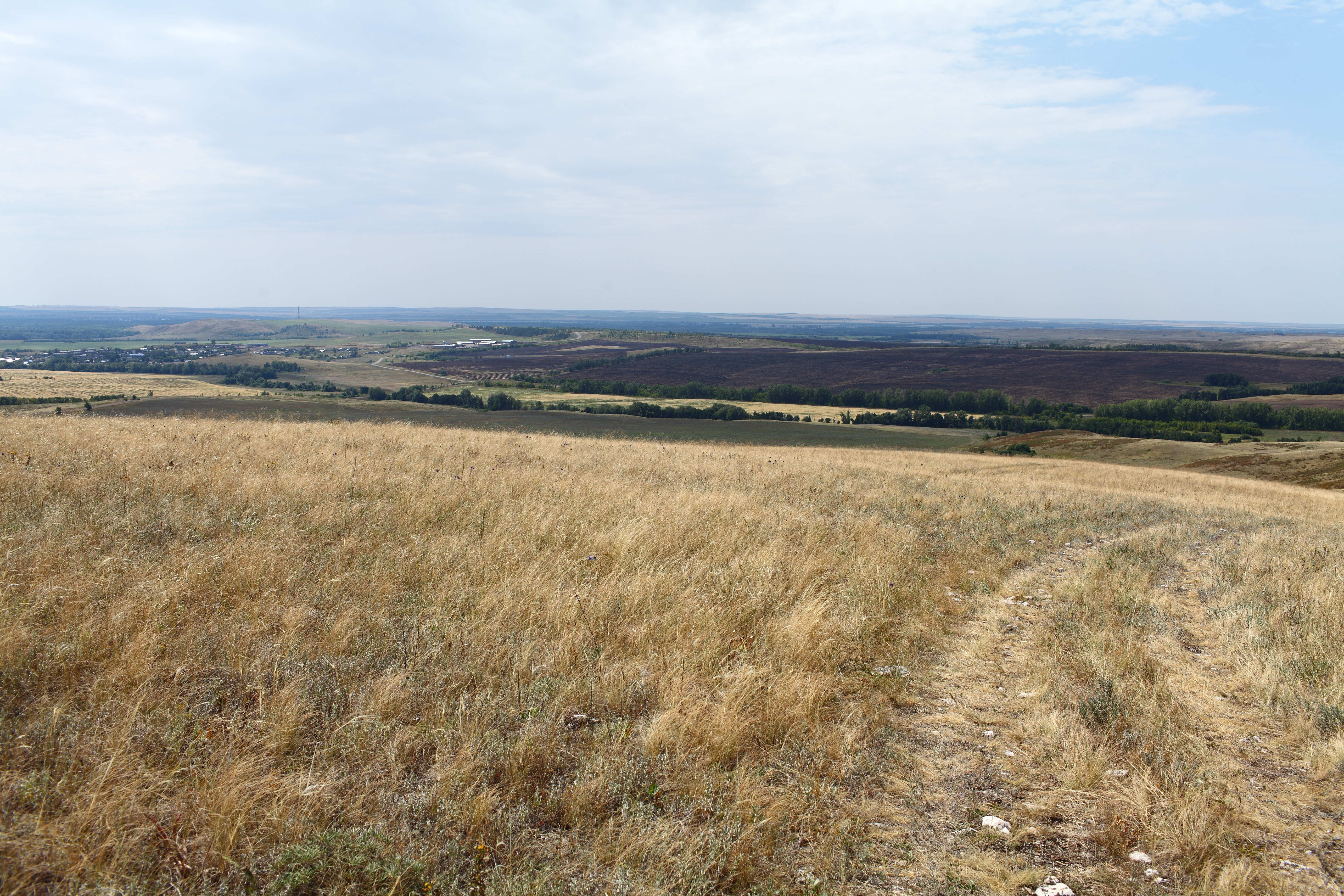
Вид на юго-запад от вершины 321,9 м. Слева в отдалении видна Васильевка

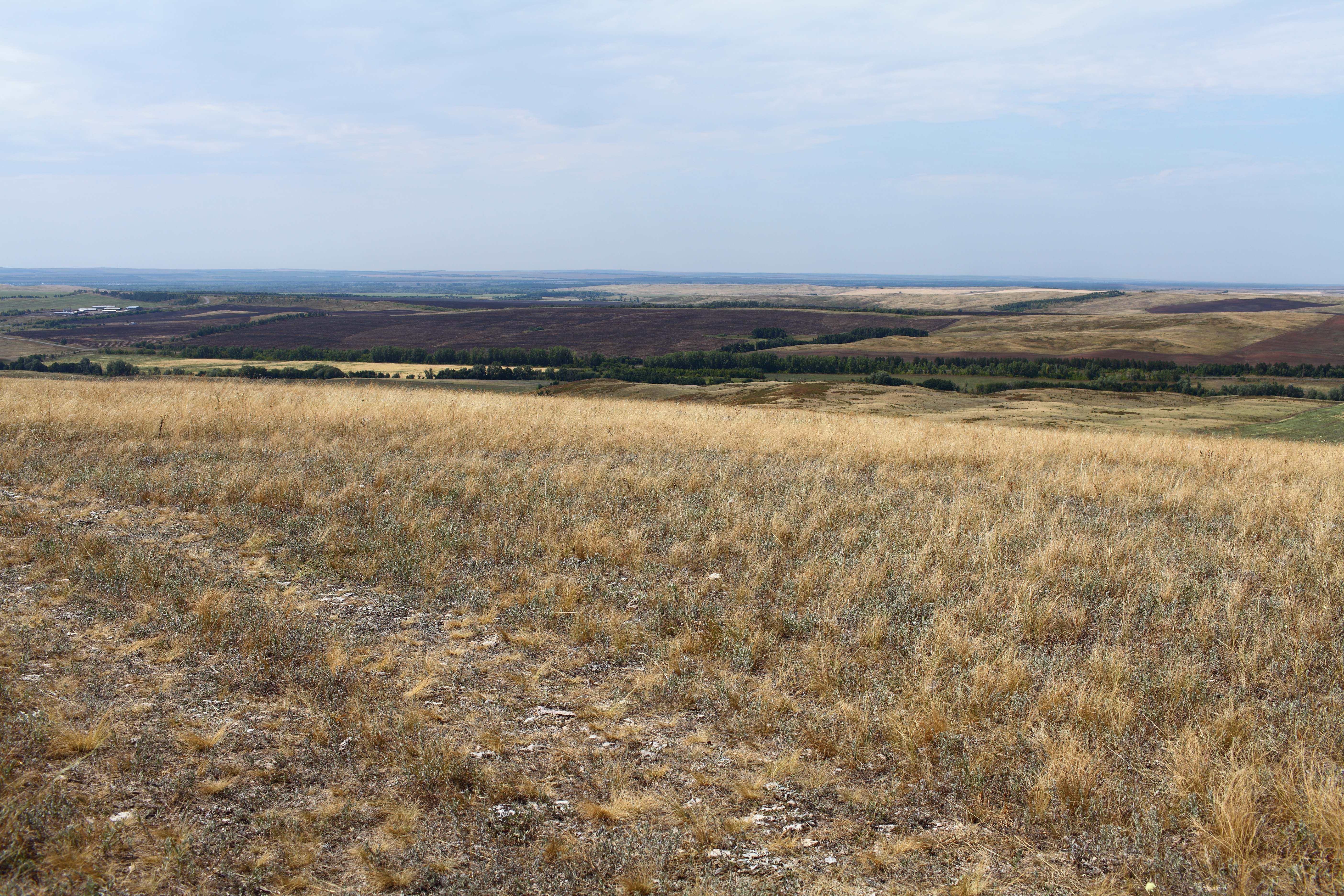
Вид на юго-запад от вершины 321,9 м. Слева — северная окраина Васильевки

Расположено в 10 км к северо-востоку от районного центра посёлка Саракташ (расстояние по дороге), на правом берегу небольшой пересыхающей реки Ташлятки, текущей на юг, затем на юго-восток в направлении поймы реки Большой Ик. Юго-западнее Васильевки, у так называемой Красной горы, господствующей здесь над окружающей местностью, Большой Ик впадает в Сакмару. На западном склоне горы, у трассы на Саракташ, расположилось село Татарский Саракташ. Сам райцентр находится южнее, на противоположном берегу Сакмары.
Окрестности Васильевки относятся к степной зоне, леса имеются лишь вдоль извилистого русла реки Большой Ик. Южнее Васильевки река принимает свой последний левый приток — Белгушку. К юго-востоку от села, на левом берегу Большого Ика, находится деревня Николаевка, к северо-востоку, на правом берегу — урочище Советский и, севернее, деревня Покурлей.
На север от Васильевки уходит дорога к селу Новосёлки. Справа от шоссе — цепь холмов с крупной вершиной 321,9 м. Слева — также цепи холмов, протянувшихся с юга на север, перемежаемые долинами реки Караелги и её правого притока Туембетки. Северо-западнее села Васильевка, в верховьях Туембетки, южнее одноимённого урочища c прудом, существует ландшафтный и археологический памятник природы регионального значения — Туембетский рудник. Земли к югу и востоку от населённого пункта, к востоку от дороги на Новосёлки, вдоль поймы Большого Ика (за исключением деревни Покурлей) входят в границы ещё одной особо охраняемой природной территории — комплексного Васильевского государственного охотничьего заказника областного значения.

## История
Село основано в 1793 году. В советское время в Васильевке был организован колхоз «Парижская коммуна». В 1957 году все колхозы сельсовета были объединены в совхоз «Дубовской».

## Население
| 2010 |
| ---- |
| 610  |

По состоянию на 1980 год население села составляло около 850 человек. Согласно переписи 2002 года, в селе проживало 653 человека, из них 297 мужчин и 356 женщин, 83 % населения составляли русские. По данным переписи 2010 года, национальный состав населения села был следующим:
- русские — 506 чел. (83 %),
- татары — 35 чел. (5,7 %),
- азербайджанцы — 22 чел. (3,6 %),
- другие — 47 чел. (7,7 %)[10].

## Улицы
В селе 10 улиц:
- Восточная
- Дорожная
- Дружбы
- Заозёрная
- Зелёная
- Родниковая
- Садовая
- Центральная
- Школьная
- Ю. Беляева[11]

## Инфраструктура
- Средняя общеобразовательная школа (1980 год постройки).
- Детский сад (2000 год).
- Сельский Дом культуры (1978 год).
- Библиотека (1978 год).
- Фельдшерско-акушерский пункт (1980 год)[12].
- Памятник землякам, погибшим в годы Великой Отечественной войны[13].

## Галерея

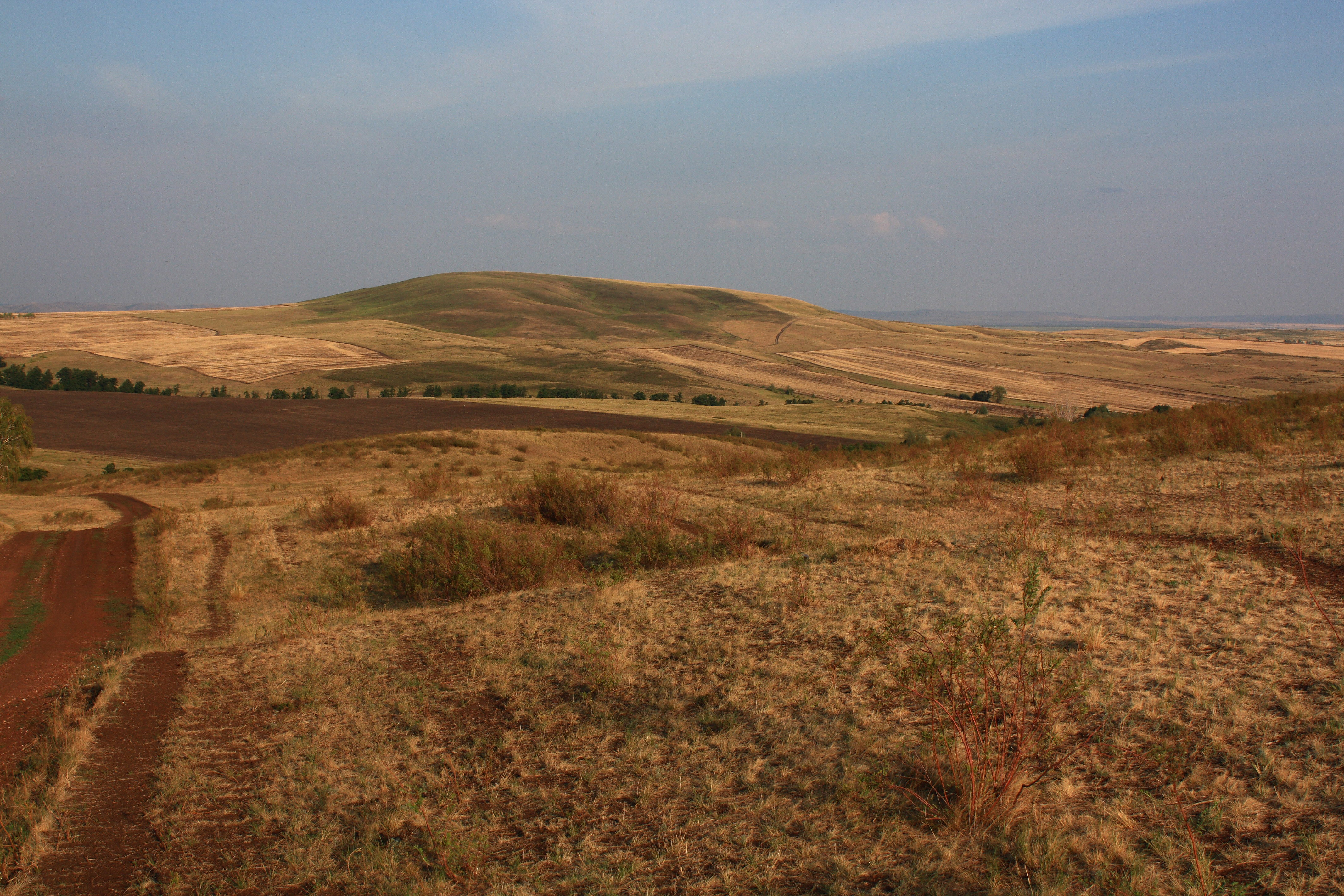
К северу от Васильевки. В поросшей деревьями ложбине между двух цепей холмов протекает Ташлятка
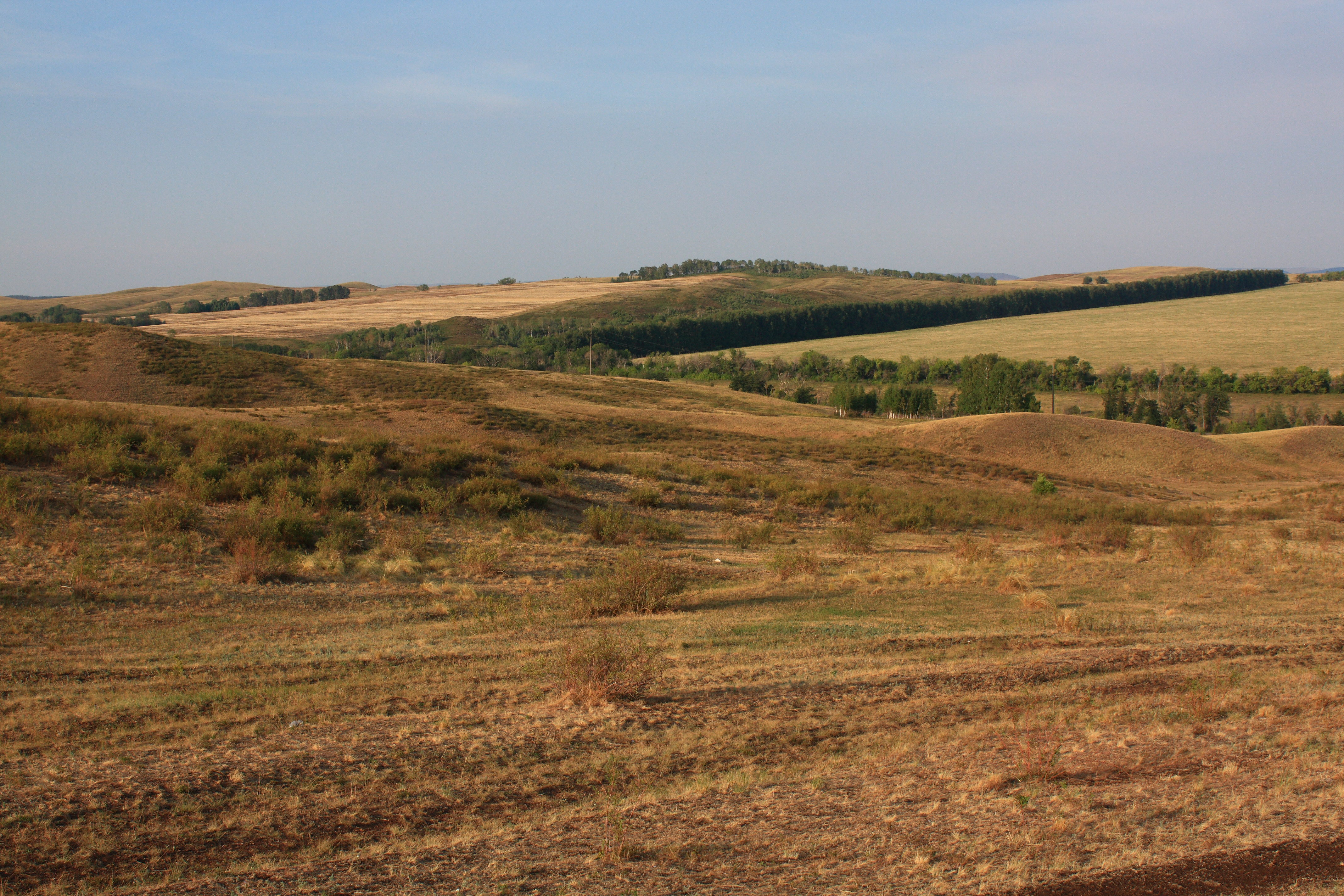
Ландшафт у трассы на Новосёлки
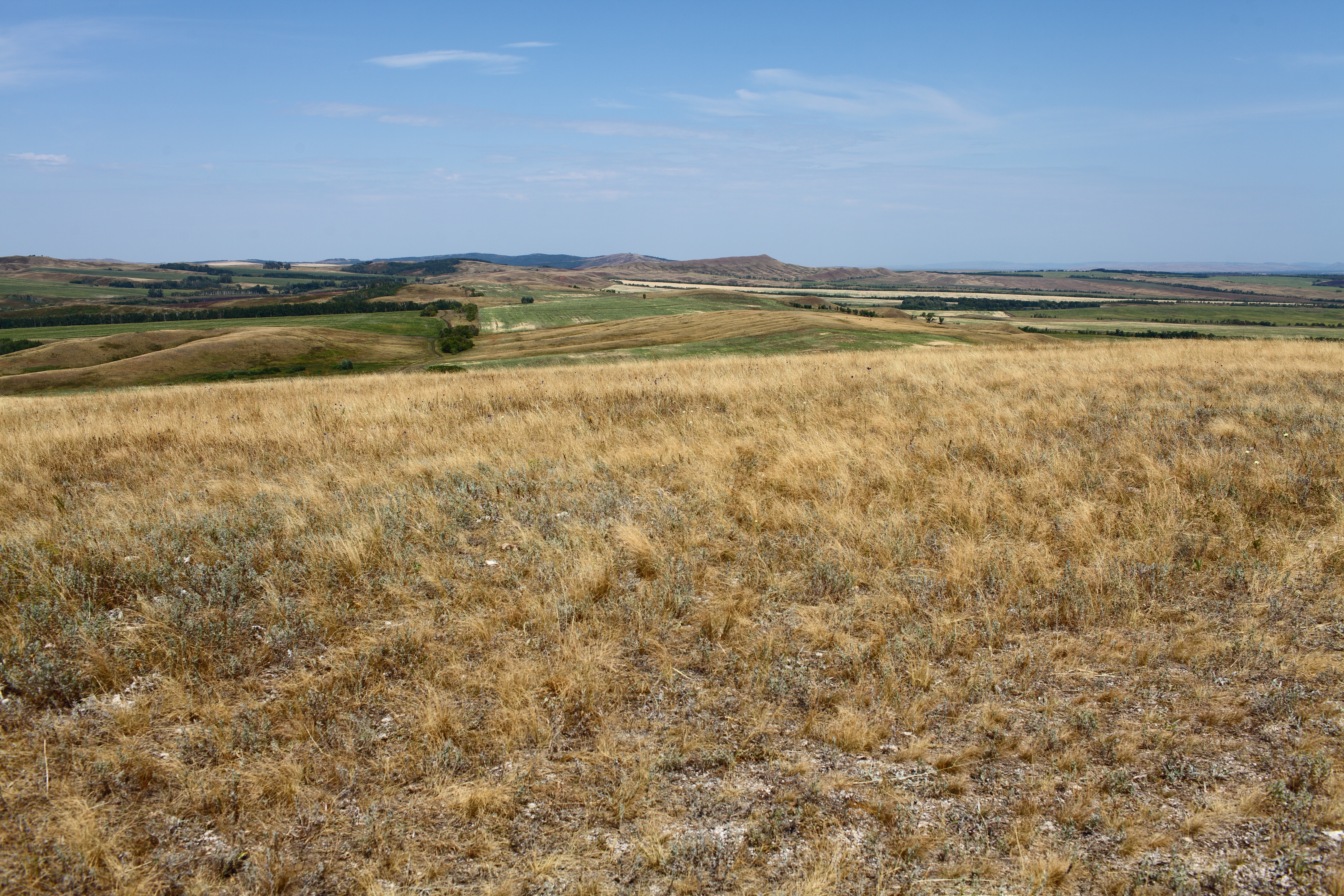
Вид на север от вершины 321,9 м
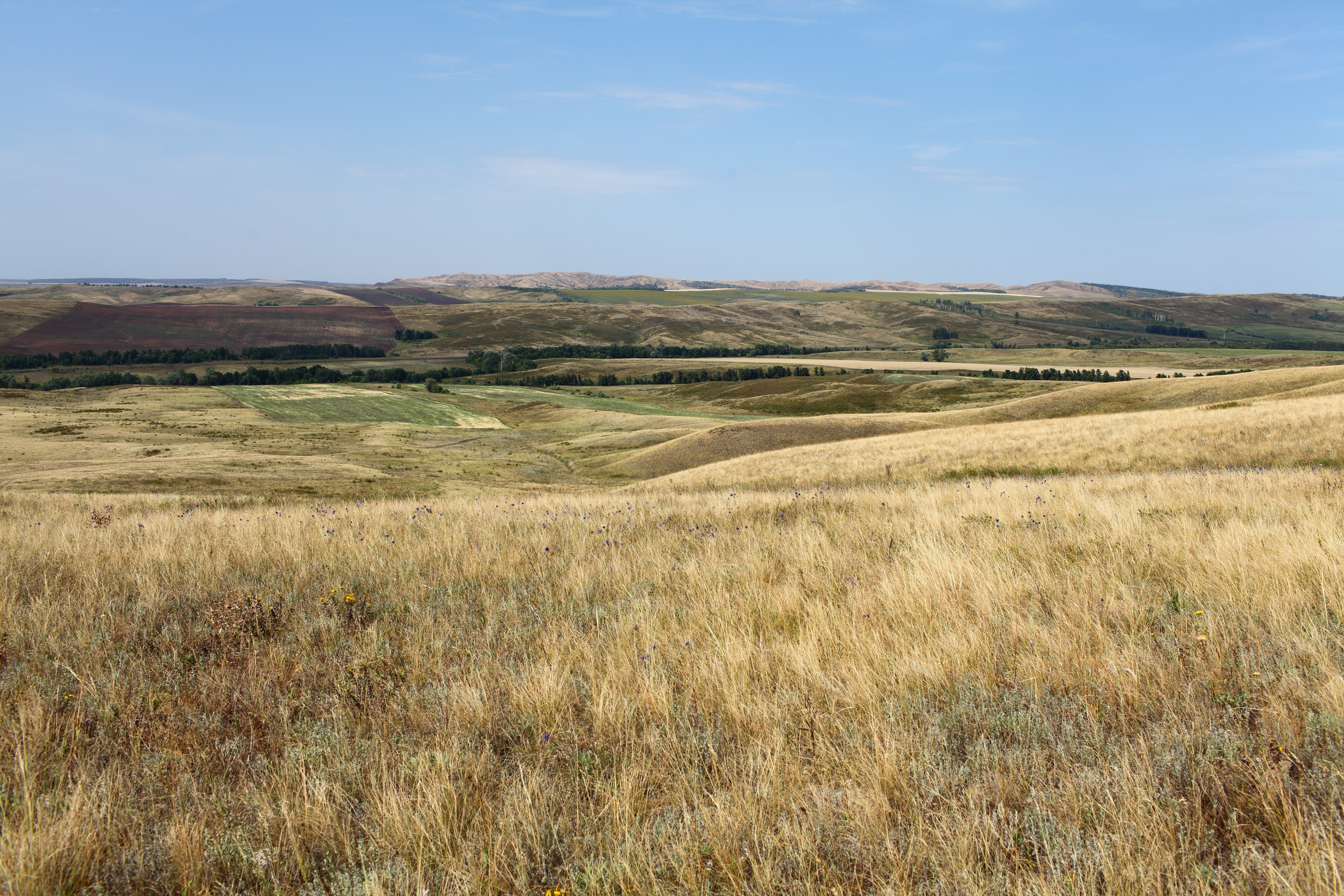
Вид на северо-запад от вершины 321,9 м. Линиями деревьев отмечены русло Ташлятки и шоссе на Новосёлки
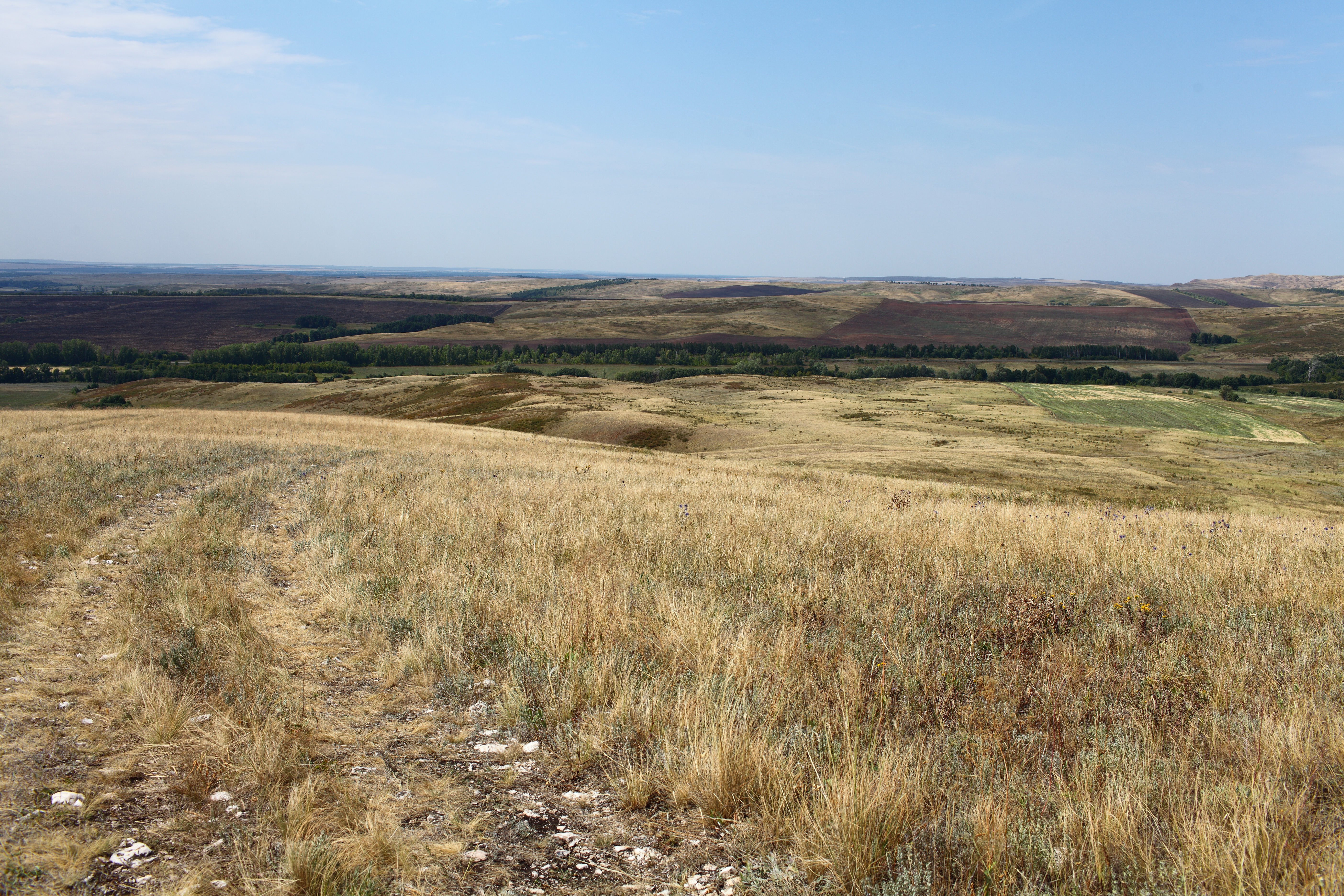
Вид на запад от вершины 321,9 м
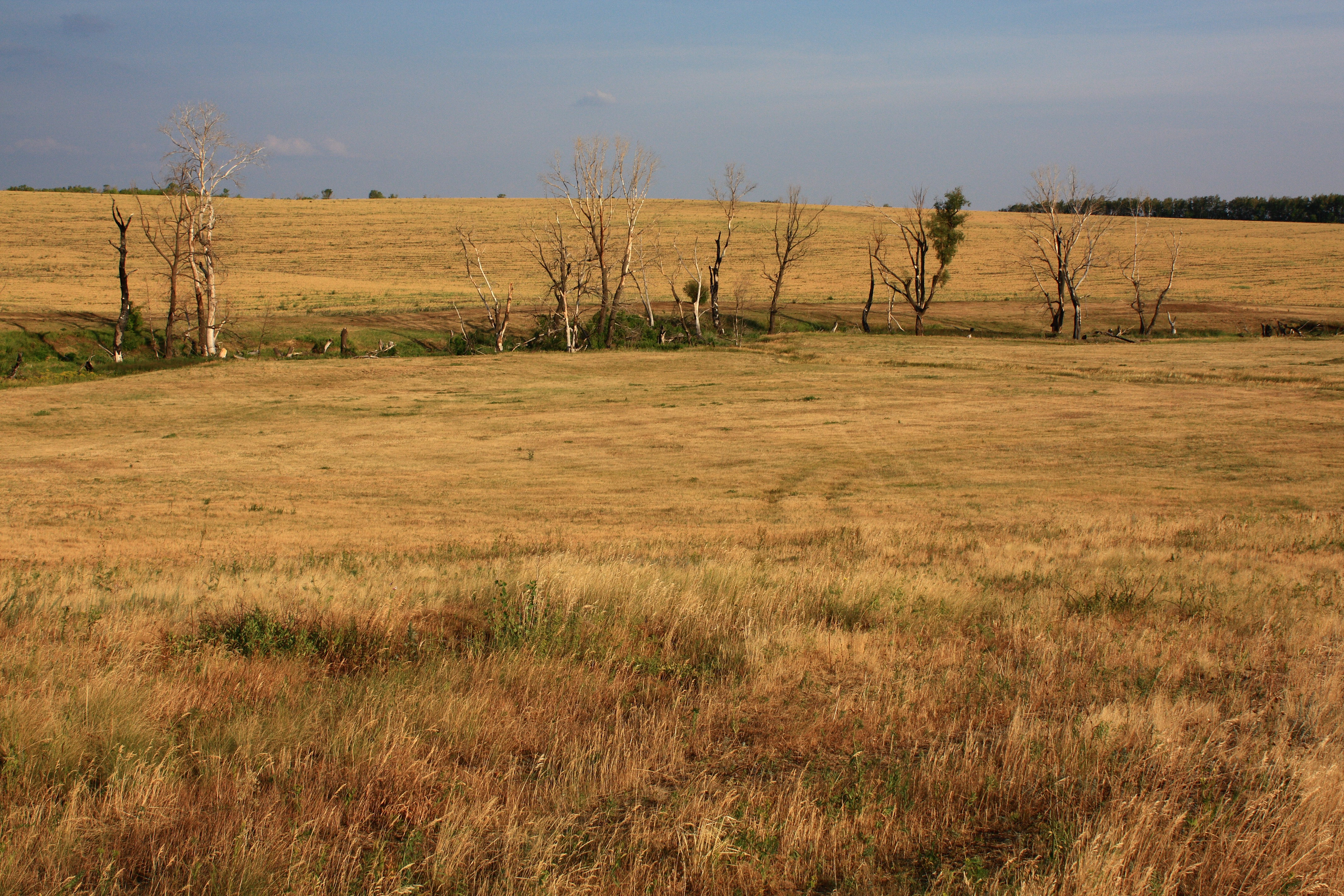
У реки Караелга
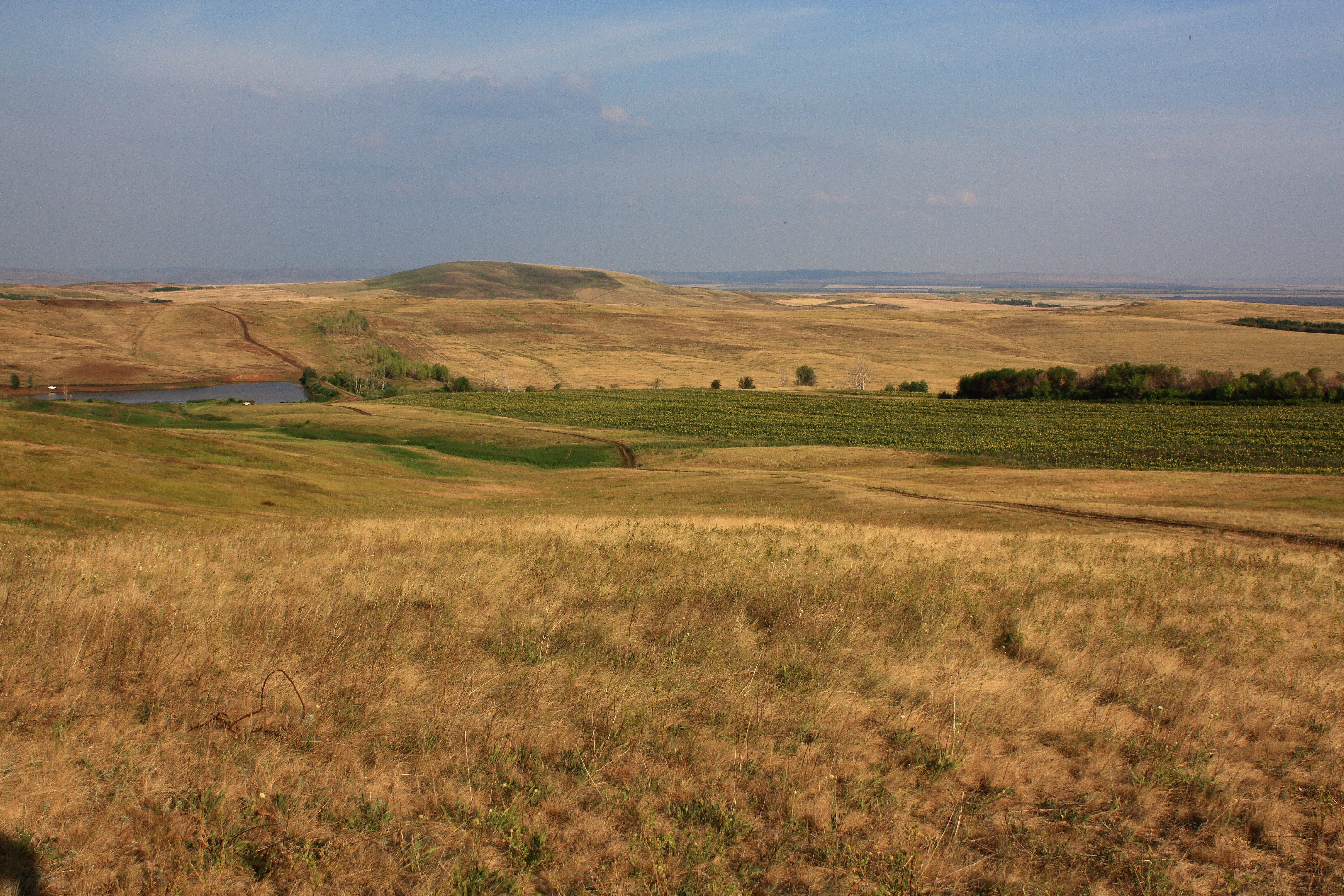
Плотина и пруд на реке Караелга
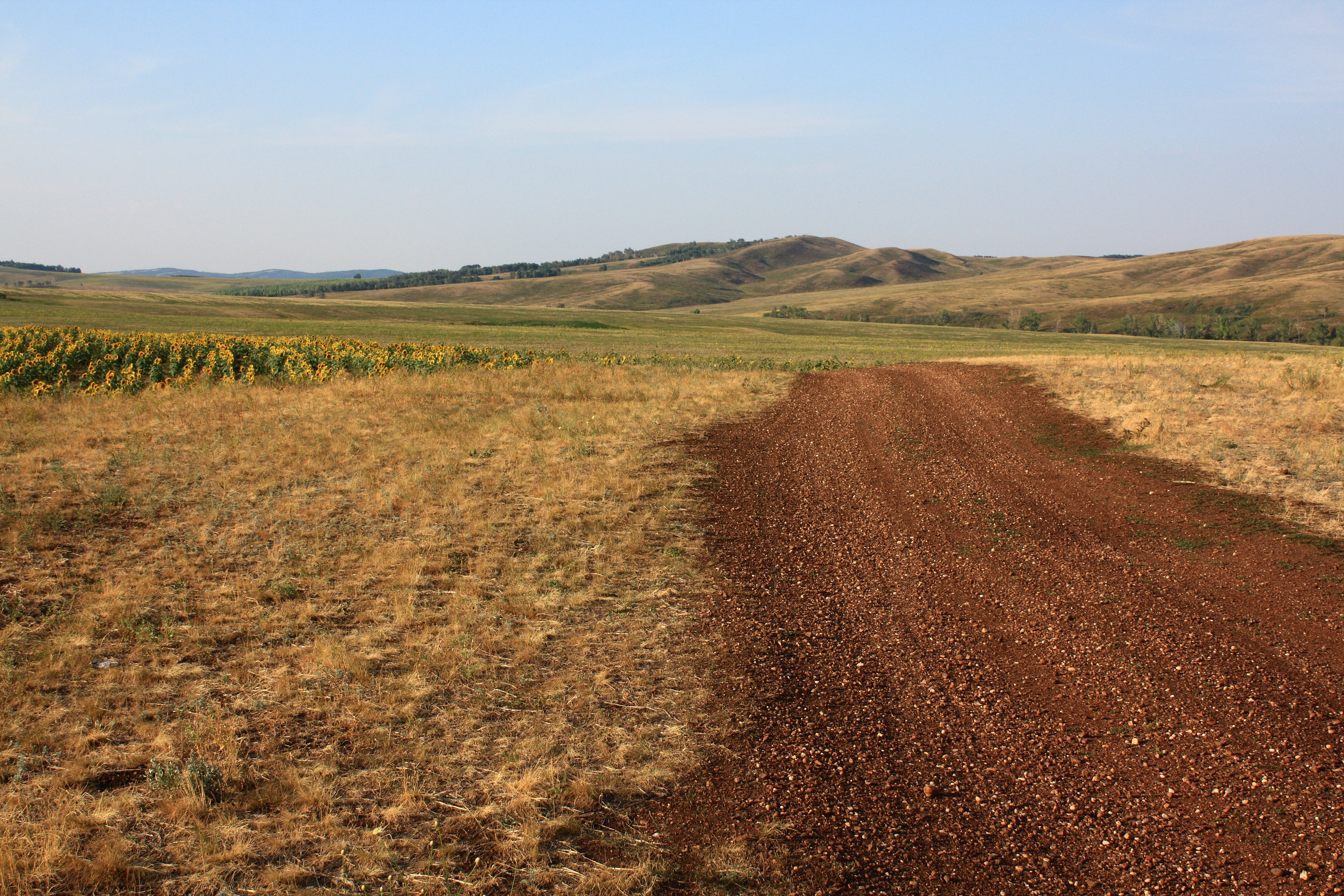
В междуречье Караелги и Туембетки
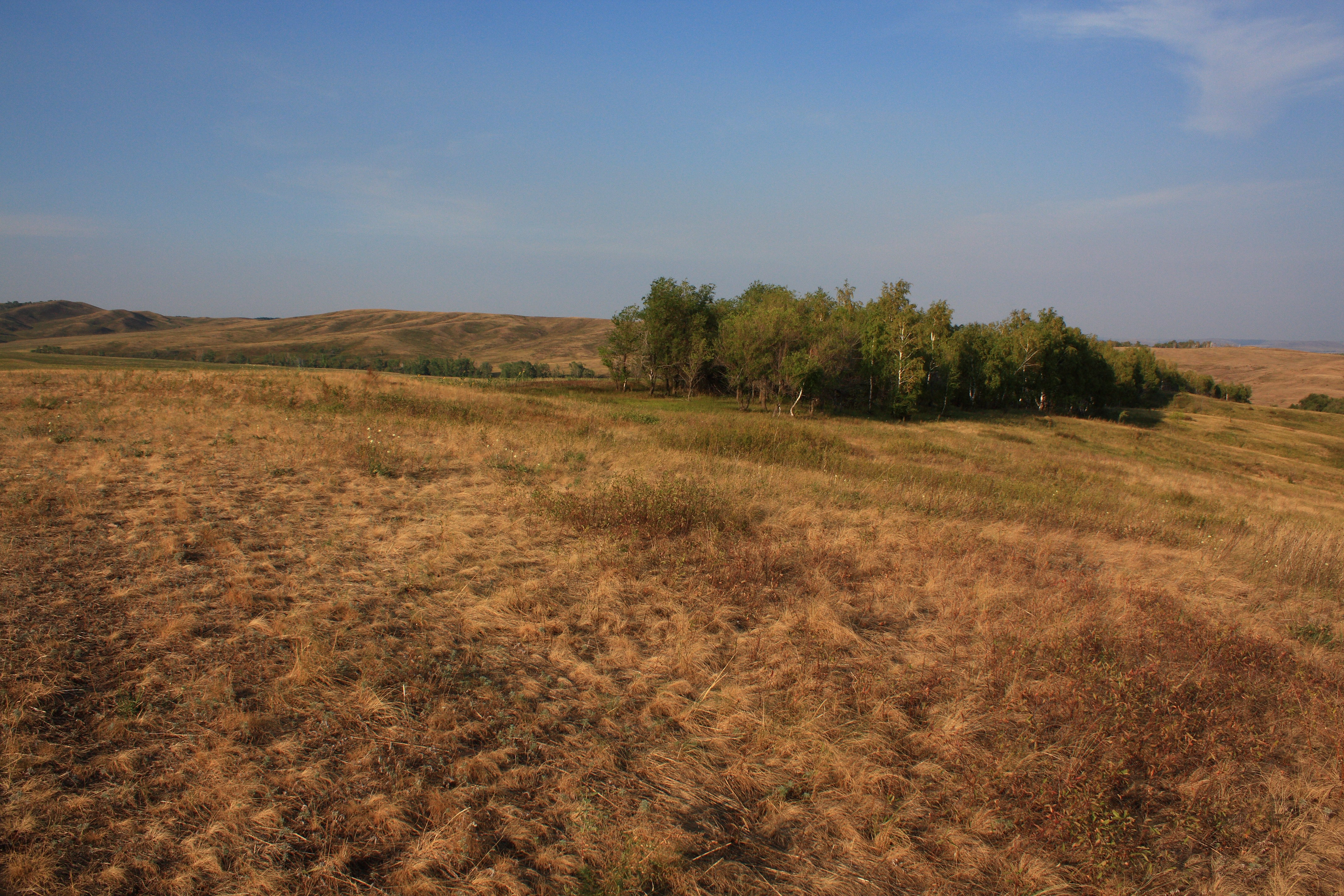
В междуречье Караелги и Туембетки
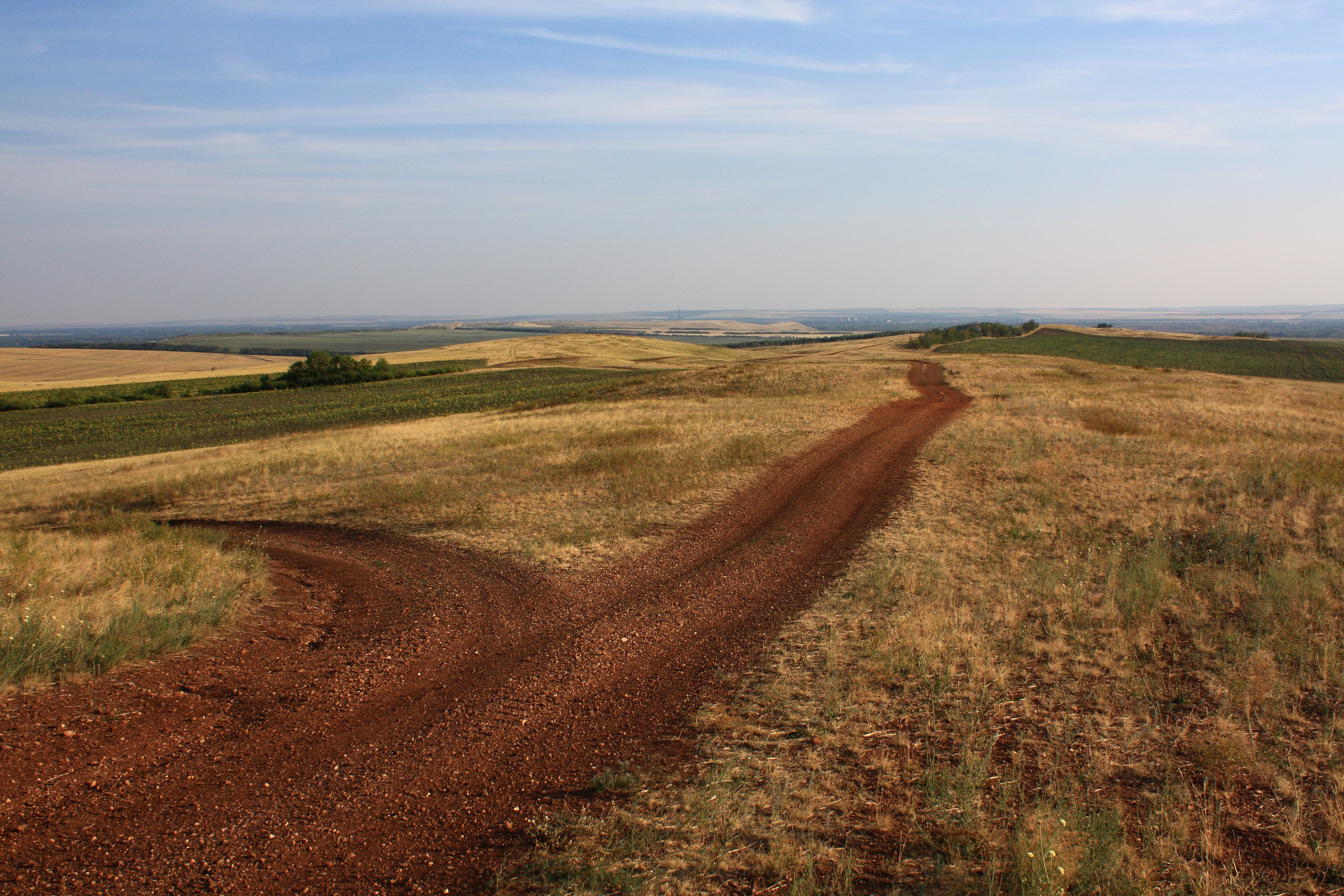
Вид на юг из междуречья Караелги и Туембетки
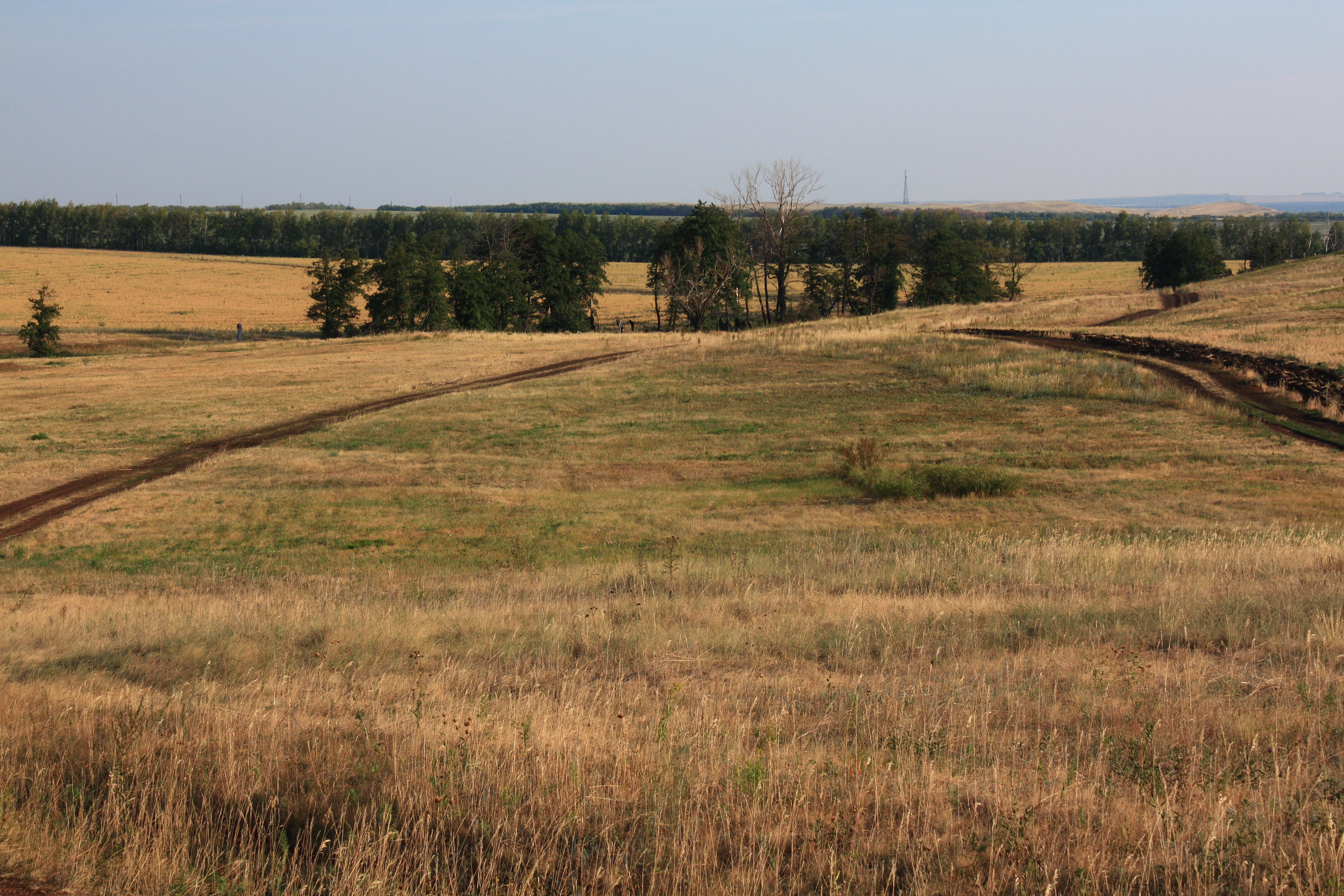
Вид из долины Караелги на юг, в сторону Красной горы
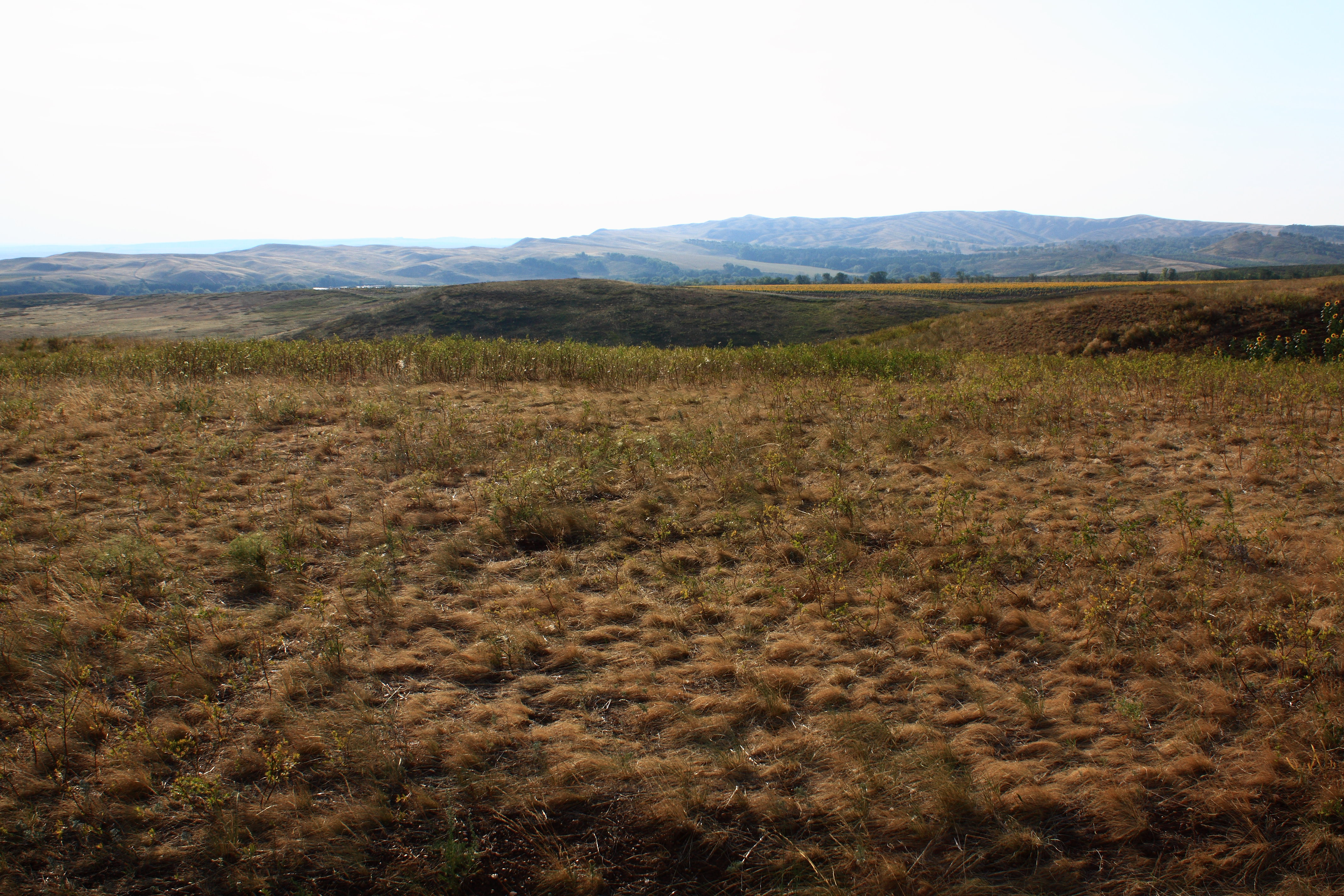
Холмы в районе Туембетского рудника и пруда Туембетка